# Michael May
 Michael May  va ser un pilot de curses automobilístiques suís que va arribar a disputar curses de Fórmula 1.
Michael May va néixer el 18 d'agost del 1934 a Stuttgart, Alemanya.

## A la F1
Va debutar a la primera cursa de la temporada 1961 (la dotzena temporada de la història) del campionat del món de la Fórmula 1, disputant el 14 de maig del 1961 el GP deMònaco al Circuit de Montecarlo.
Michael May va participar en un total de tres proves puntuables pel campionat de la F1, disputades totes a la mateixa temporada (1961) aconseguint finalitzar una cursa en onzena posició com a millor classificació i no assolí cap punt pel campionat del món de pilots.

## Resultats a la Fórmula 1
| Any  | Equip            | Xassís | Motor  | 1       | 2   | 3   | 4      | 5   | 6        | 7   | 8   | Posició | Punts |
| ---- | ---------------- | ------ | ------ | ------- | --- | --- | ------ | --- | -------- | --- | --- | ------- | ----- |
| 1961 | Scuderia Colonia | Lotus  | Climax | MON Ret | HOL | BEL | FRA 11 | GBR | ALE NVS* | ITA | USA | -       | 0     |

(*) Ferit en un accident als entrenaments.

### Resum
| Curses: | Victòries: | Pòdiums: | Poles: | Voltes ràpides: | Punts: |
| ------- | ---------- | -------- | ------ | --------------- | ------ |
| 3       | 0          | 0        | 0      | 0               | 0      |